# Northrop F-5 Freedom Fighter
Northrop F-5 Freedom Fighter i Tiger II – amerykański odrzutowy samolot myśliwski zaprojektowany przez firmę Northrop na początku lat 60. XX wieku.
Zaprojektowany jako tani i łatwy w obsłudze samolot myśliwski, który jednak nie znalazł masowego zastosowania w siłach zbrojnych USA, za to stał się doskonałym produktem eksportowym do państw sprzymierzonych i słabiej rozwiniętych.

## Historia

### Geneza
Gwałtowny rozwój lotnictwa wojskowego po zakończeniu II wojny światowej skutkował projektowaniem i budowaniem samolotów coraz bardziej zaawansowanych technicznie. W latach 50. XX wieku, projektowaniu nowych maszyn przyświecała idea szybciej i wyżej. Powstały wówczas samoloty tzw. Century Series (seria wieku), charakteryzujące się dużym wzrostem prędkości i pułapu lotu względem wcześniejszych maszyn. Ich właściwości osiągnięto kosztem znaczącego wzrostu stopnia skomplikowania ich konstrukcji, tym samym ich eksploatacja i naprawy pochłaniały znaczące środki finansowe jak również czas, potrzebny do przywracania im zdolności bojowych. Analizy prowadzone przez Northropa wykazały, iż na globalnym rynku samolotów bojowych jest miejsce na konstrukcję nie tak zaawansowaną technicznie oraz trudną i kosztowną w eksploatacji, jakie schodziły wówczas z linii produkcyjnych, dysponującą lepszymi osiągami niż maszyny z lat 40. i początku 50., charakteryzującą się dużą manewrowością i prędkością lotu na poziomie Ma=1,5. Jej konstrukcja powinna pozwolić na nawiązanie walki z bardziej wyrafinowanymi technicznie myśliwcami, jak również wykształcić odpowiednie nawyki pilotom, pozwalając im w razie potrzeby na płynne przejście za stery nowych, bardziej zaawansowanych samolotów. Nowa konstrukcja, zaprojektowana według takich założeń, miała charakteryzować się przystępną ceną i niskimi kosztami eksploatacji. 
Prace konstrukcyjne nad nowym samolotem ruszyły w 1952 roku, a ich efektem był projekt Northrop N-102 Fang. Do 1953 roku powstała pełnowymiarowa makieta N-102, jednak dalszy rozwój zastopowany został przez brak odpowiedniej jednostki napędowej. Dostępne wówczas silniki, dysponujące odpowiednim ciągiem, były za duże i za paliwożerne, stawiając tym samym pod znakiem zapytania przyjęte założenia o ekonomicznej eksploatacji samolotu.

### N-156
Pomimo porażki projektu N-102, w wytwórni nie zaniechano poszukiwań rozwiązań, mających prowadzić do budowy taniego w zakupie i eksploatacji samolotu myśliwskiego. Uwagę projektantów Northropa zwrócił niewielkich rozmiarów silnik turboodrzutowy General Electric J85. Jednostka pierwotnie była przeznaczona do napędu pocisku ADM-20B Quail wykorzystywanego jako radarowy imitator bombowców Boeing B-52 Stratofortress. Początkowo silnik dysponował ciągiem rzędu 9,34 kN, zdecydowanie za mało jak na szacowane 35-40 kN dla nowego, lekkiego myśliwca. Jednak producent, General Electric, zapewnił, że opracowywana jest mocniejsza wersja z ciągiem rzędu 17 kN. Teoretycznie, zastosowanie dwóch takich silników w projekcie, umożliwiłoby osiągnięcie wymaganego ciągu. 
W marcu 1955 roku, wytwórnia przygotowała wstępny projekt nowego samolotu myśliwskiego, oznaczonego jako T-156TX. Maszyna zbudowana w układzie wysokiego średniopłata z trapezowymi, skośnymi skrzydłami, miała być napędzana dwoma jednostkami J85 umieszczonymi w podkrzydłowych gondolach. Obliczenia konstrukcyjne wykazały, że w takim układzie samolot nie będzie zdolny do osiągnięcia wymaganych parametrów lotu. Jeszcze w listopadzie tego samego roku, konstruktorzy Northropa zaprezentowali kolejny projekt, oznaczony jako PD-2706 (spotykane jest również oznaczenie N-156NN). Tym razem była to maszyna przeznaczona do służby na lotniskowcach eskortowych typu Commencement Bay. Jej rozmiary był przystosowane do operowania z pokładu niewielkich okrętów eskortowych. Zaprojektowano niewielki dolnopłat, z trapezowymi, skośnymi skrzydłami, dużym usterzeniem w kształcie litery T. Tym razem dwa silniki umieszczono w tylnej części kadłuba obok siebie. Wloty powietrza znajdowały się po bokach kadłuba poniżej kabiny pilota. Obliczenia teoretyczne zakładały, że N-156NN, o masie bojowej rzędu 3943 kg, będzie zdolny w misjach na przechwycenie celu, do lotu na maksymalnej wysokości rzędu 19 263 m bojowym promieniem działania 833 km. Samolot miał być zdolny do przenoszenia czterech kierowanych pocisków rakietowych powietrze–powietrze AIM-9 Sidewinder. Wytwórnia planowała budowę wersji jednomiejscowej i dwumiejscowej, z miejscami w układzie tandem lub obok siebie. Inny wariant projektu przewidywał montaż pod kadłubem dodatkowego silnika rakietowego TRI-132 o ciągu 22,2 kN. Decyzja marynarki o wycofaniu lotniskowców Commencement Bay, zakończyła dalsze prace nad projektem PD-2706.
Pomimo tego, iż projekt PD-2706 nie został zrealizowany, to zastosowane w nim rozwiązania okazały się być na tyle korzystne, że kontynuowano je w kolejnych pracach. Układ dolnopłata, który był najmniej skomplikowany konstrukcyjnie, pozwalał na budowę skrzydeł w postaci jednego elementu konstrukcyjnego, tym samym upraszczał sposób montażu płata i jego masę. Układ dolnopłata, w przypadku montażu wnęk goleni podwozia głównego w skrzydłach, sprawiał, iż golenie nie musiały być długie, co ponownie zmniejszało masę całej konstrukcji. Podobnie postąpiono z układem instalacji silników, w tylnej części kadłuba obok siebie i konstrukcją kanałów dolotowych powietrza do silników, z wlotami na bokach kadłuba poniżej kabiny pilota, które również zaadaptowano w kolejnych projektach.

### Podział projektu
W maju 1955 roku, United States Air Force (USAF) opublikowało wymagania (GOR 94), jakie stawiało nowej maszynie szkolno-treningowej, która miała zastąpić samolot Lockheed T-33 Shooting Star. Poddźwiękowy T-33 nie był w stanie sprostać wymaganiom jakie siły powietrzne stawiały przed samolotami szkolno-treningowymi, używanymi do szkolenia pilotów, wydłużając i komplikując cały proces proces wyszkolenia. Cechy jakimi miała się charakteryzować nowa konstrukcja, w dużym stopniu pokrywały się z tym co reprezentował sobą projekt N-156. Tym samym wytwórnia postanowiła kontynuować projekt, pod kątem wymagań stawianych przed samolotem szkolno-treningowym ale równolegle prowadzić pracę nad maszyną bojową. Pierwszy z nich oznaczono jako N-156T (PD-2812), drugi jako N-156N.

#### Samolot szkolno-treningowy

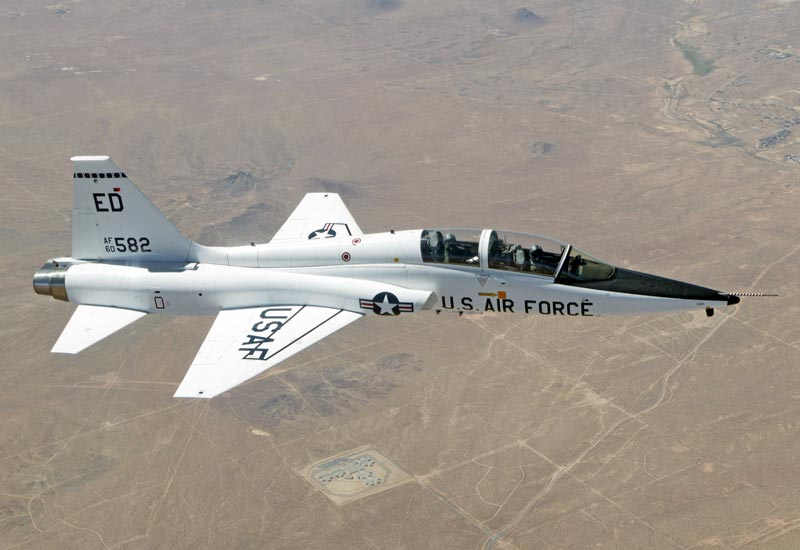
T-38 Talon

W styczniu 1956 roku, inżynierowie Northropa zaprezentowali projekt N-156T. W porównaniu do wyjściowego PD-2706, wydłużono kadłub, zrezygnowano z usterzenia typu T, na rzecz klasycznego rozwiązania. Statecznik poziomy został zainstalowany na spodzie kadłuba, zmniejszono powierzchnie usterzenia pionowego. Uproszczono mechanizację skrzydeł, rezygnując między innymi ze slotów. Pod kadłubem pomiędzy silnikami zainstalowano dużą, składaną płetwę stabilizującą. Dodatkowo wygospodarowano miejsce na potencjalną instalację silnika rakietowego, również pomiędzy jednostkami napędowymi. W marcu 1956 roku zaprezentowano kolejny zmodyfikowany projekt, oznaczony jako PD-2832. W porównaniu do wcześniejszego PD-2812, zmodyfikowano kształt skrzydeł, zmniejszając równolegle ich powierzchnię. Zmniejszono rozpiętość usterzenia poziomego, zrezygnowano z podkadłubowej płetwy ustateczniającej i możliwości instalacji silnika rakietowego. W tym samym miesiącu USAF, po zapoznaniu się z pracami wytwórni, wskazało Northropa jako wykonawce nowej maszyny szkolnej. 
W jednym z kolejnych, proponowanych wariantów nowej szkolnej konstrukcji, była wersja z opuszczanym dziobem. Miało to poprawić widoczność z kabiny. Projekt, oznaczony jako PD-2852, nie został jednak dalej rozwijany z uwagi na drastyczne zwiększenie masy samolotu, na którym zainstalowano by takie rozwiązanie. W kolejnym wariancie, oznaczonym jako PD-2879A, kształt kadłuba dobrano zgodnie z regułą pól, zmniejszając jego przekrój poprzeczny. W wersji PD-2879B z kolei, ponownie przeprojektowano usterzenie pionowe oraz lotki. Silniki przesunięto maksymalnie do tyłu a ich wloty powietrza przesunięto do przodu. W październiku 1956 roku siły powietrzne zatwierdziły projekt samolotu, który pomimo tego, ciągle ewoluował na deskach kreślarskich inżynierów Northropa.
W grudniu 1956 roku, w projekcie oznaczonym jako PD-2879D, przekonstruowano połączenie skrzydła z kadłubem pod kątem lotu z prędkością Ma=1,15. Został on bazą do wykonania pełnowymiarowej makiety, oznaczonej jako TZ-156. W tym samym miesiącu rozpoczęto przygotowania do uruchomienia montażu samolotów, wytwarzając oprzyrządowania produkcyjne. Rozpoczęto budowę dwóch prototypów o numerach 55-1191 i 55-1192 do prób w locie i jednego, o numerze 55-1193 do prób statycznych. Samolot otrzymał oznaczenie YT-38 i nazwę Talon. W porównaniu do makiety, zmieniono obrys stateczników poziomych i pionowych, zwiększono powierzchnię pionowego, opuszczono przednią część kadłuba. Pierwszy z lotnych prototypów (55-1191) otrzymał silniki YJ-85-GE-1, jednostki bez dopalaczy. Było to spowodowane problemami producenta z opracowaniem docelowego silnika z dopalaczem. 10 kwietnia 1959 roku samolot po raz pierwszy wzbił się w powietrze, za jego sterami siedział pilot Lew Nelson. 12 czerwca tego samego roku oblatano drugą maszynę. Po ukończeniu budowy silników z dopalaczami, zainstalowano je na prototypach, które otrzymały oznaczenie YT-38A. Próby przebiegały pomyślnie, ich rezultatem było zamówienie przez amerykańskie siły powietrzne pierwszych czterech maszyn seryjnych w październiku 1959 roku. Niedługo po tym przyszły kolejne zamówienia a T-38 Talon stał się jednym z najdłużej eksploatowanych samolotów w służbie US Air Force. Jego następcą został Boeing T-7 Red Hawk o czym oficjalnie poinformowano 27 września 2018 roku.

#### Samolot bojowy

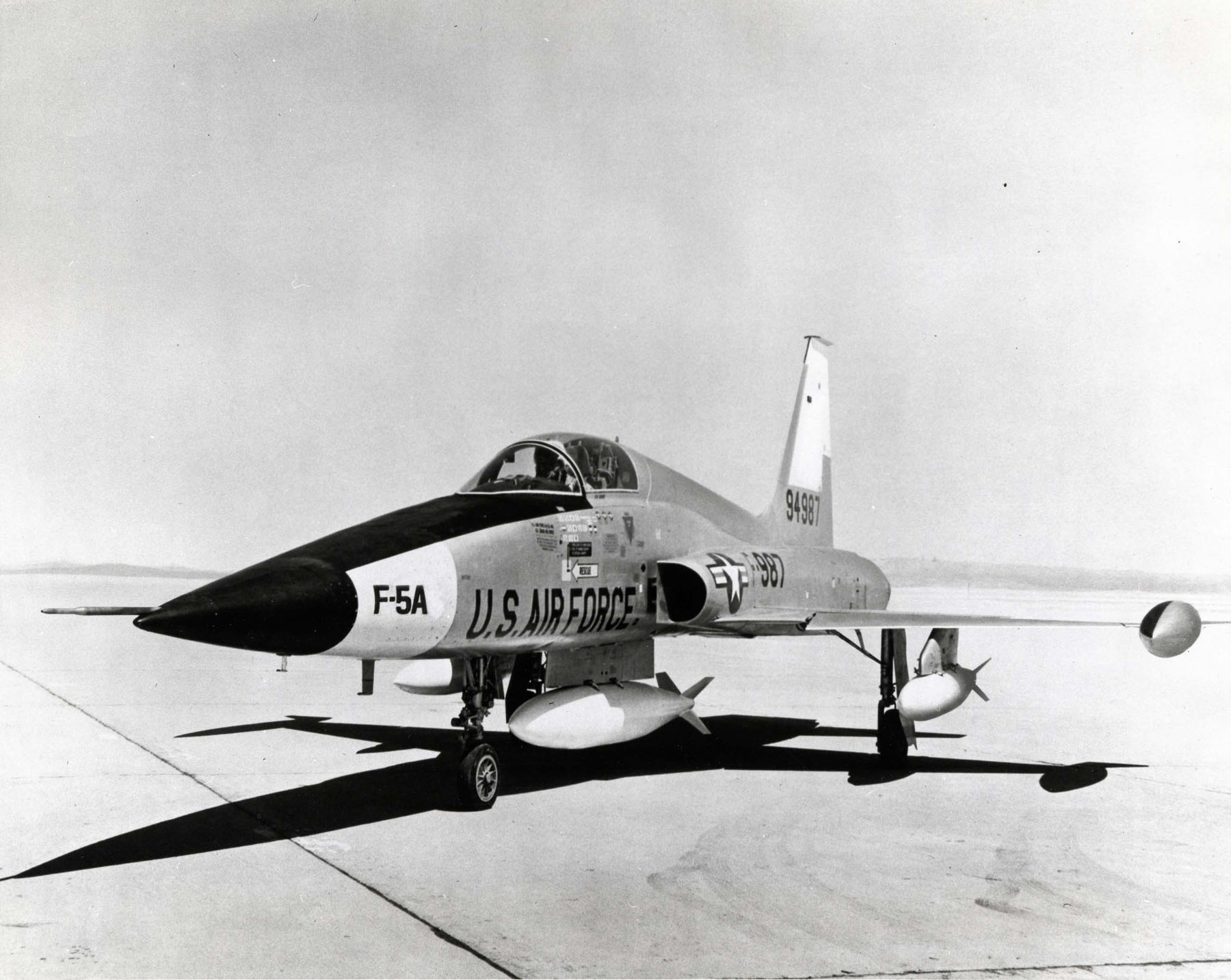
Pierwszy prototyp YF-5A

Zainteresowanie US Air Force samolotem szkolno-treningowym i w perspektywie idące za tym zamówienia, skupiło uwagę wytwórni na tej wersji maszyny, nie zakończyło jednak prac, które cały czas prowadzono, nad wersją bojową. Pracę te jednak prowadzono bez oficjalnego wsparcia US Air Force, które w owym okresie nie wykazywało zainteresowania pozyskaniem nowego, lekkiego samolotu myśliwskiego. Zupełnie inaczej przedstawiała się sytuacja z wymaganiami potencjalnych odbiorców zagranicznych. W połowie lat 50., przedstawiciele Nortropa odwiedzili szereg państw członkowskich NATO i SEATO, sondując ich potrzeby względem samolotów bojowych. Nowa konstrukcja wytwórni spełniała wymagania stawiane tanim w zakupie i eksploatacji maszynom myśliwskim, przeznaczonym dla państw dysponującym mniejszym budżetem, słabszych ekonomicznie niż Stany Zjednoczone, niezainteresowanych kupnem skomplikowanych technicznie a przez to kosztownych w obsłudze i służbie dostępnych wówczas amerykańskich samolotów. Kluczowym elementem dalszych prac okazał się być amerykański program Military Assistance Program (MAP). Program miał na celu przekazanie wsparcia wojskowego zaprzyjaźnionym z USA krajom. Jego lotniczym komponentem był "podstawowy samolot myśliwski", który przekazany siłom powietrznych zainteresowanych państw, mógłby znacząco wzmocnić ich wartość bojową. Było to tym bardzie istotne w dobie narastających napięć zimnej wojny pomiędzy USA i Związkiem Radzieckim. 

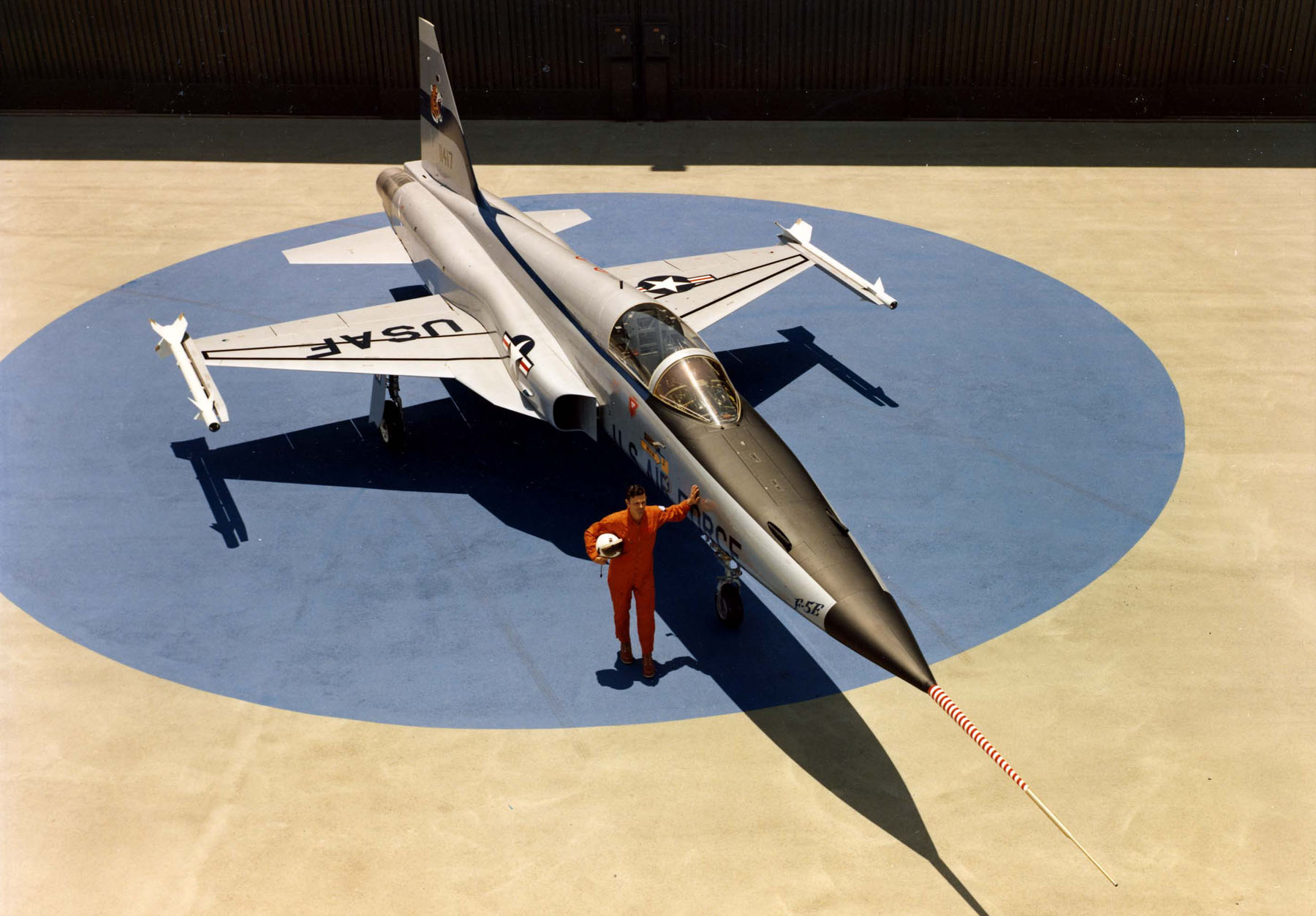
Uroczystość wytoczenia prototypu

Na początku 1958 roku, Departament Obrony wraz z przedstawicielami US Air Force, dokonał inspekcji makiety jednomiejscowej wersji bojowej, oznaczonej jako N-156. Był to element prac w ramach projektu FX, mającego na celu wyłonienie oferowanego w ramach MAP, podstawowego samoloty myśliwskiego. W efekcie pozytywnej oceny, podpisano list intencyjny na budowę trzech prototypów lotnych i jednego do prób naziemnych. Maszyny otrzymały numery 59-4987, 59-4988, 59-4989. 30 maja 1959 roku w wytwórni odbyła się uroczystość roll-out, wytoczenia pierwszego wybudowanego prototypu. W uroczystości wzięli udział przedstawiciele ponad 40 krajów. 30 lipca 1959 roku samolot został oblatany, za sterami maszyny ponownie siedział Lew Nelson. Podobnie jak w przypadku T-38, pierwsze loty wykonywano z zainstalowanymi jednostkami bez dopalaczy General Electric YJ85-GE-1, dopiero po wykonaniu 32 lotów, tymczasowe silniki zostały zastąpione przez docelowe J85-GE-5 z dopalaczami. W testach uczestniczyły dwa lotne prototypy, trzeci lotny egzemplarz nie został ukończony, uznano, że pierwsze dwa swobodnie wystarczą do dokończenia prób. Nieukończony prototyp zmagazynowano. W ramach programu FX, brany był również pod uwagę Chance Vought F-8 Crusader oraz uproszczony wariant samolotu Lockheed F-104 Starfighter, oznaczony jako F-104-17 lub F-104H/TH-104H i tę wersję wspierały US Air Force. W tym przypadku elementem, który zadecydował o wyborze N-156 była cena. Proponowany F-104 został pozbawiony systemów nawigacyjnych i kierowania ogniem ale nadal był droższy niż N-156.  
Do sierpnia 1960 roku samoloty przechodziły próby fabryczne. Następnie maszyn trafiły w ręce sił powietrznych, które testowały przydatność maszyn do prowadzenia misji o charakterze myśliwskim, rozpoznawczym, prowadzenia ataków na cele naziemne. Samoloty operowały z lotnisk o różnej nawierzchni, w tym gruntowych. Pomimo pozytywnych ocen i rezultatów, US Air Force stwierdziło, że nie jest zainteresowane pozyskaniem nowej konstrukcji do służby. Innym potencjalnym użytkownikiem nowej konstrukcji mogły zostać United States Army. W styczniu 1962 roku amerykańskie siły lądowe ogłosiły konkurs na nowy samolot bliskiego wsparcia. N-156, rywalizujący z Fiatem G.91 i A-4D-2N Skyhawk, w trakcie prób został bardzo wysoko oceniony. Niestety dla Northropa, decyzja Departamentu Obrony o wycofaniu tego typu samolotów ze służby w US Army, zakończyła postępowanie konkursowe. Armii pozostawiono śmigłowce. 

## Freedom Fighter
25 kwietnia 1962 roku oficjalnie ogłoszono wybór konstrukcji Northropa na potrzeby programu MAP. 9 sierpnia 1962 roku samolot otrzymał również oficjalnie imię Freedom Fighter i oznaczenie F-5A dla wersji jednomiejscowej i F-5B dla wersji dwumiejscowej. W październiku 1962 roku, wytwórnia otrzymała kontrakt na budowę 71 egzemplarzy F-5A i 15 F-5B. Pierwszym ukończonym YF-5A został wyciągnięty z magazynu trzeci prototyp samolotu. 27 sierpnia 1963 roku podpisano kolejny kontrakt tym razem na budowę 99 maszyn. Jeszcze przed uruchomieniem seryjnej produkcji, konstrukcję zmodyfikowano. Wzmocniono strukturę skrzydeł co umożliwiło instalacje dodatkowej pary węzłów do powieszania uzbrojenia. Wzmocniono podwozie przystosowując je do większych obciążeń, zwiększono średnice opon, co zwiększało możliwości samolotu do operowania z nieutwardzonych lotnisk. Zainstalowano mocniejsze silniki J85-GE-13 o ciągu bez dopalania 12,12 kN i 18,19 kN z dopalaniem. Modyfikacje zaimplementowano na trzecim, wytoczonym z magazynu egzemplarzu. Tak zmodyfikowana maszyna została oblatana 31 lipca 1963 roku, za sterami samolotu siedział Hank Chouteau. Po sprawdzeniu w powietrzu przyjętych rozwiązań, do takiego standardu doprowadzono pozostałe prototypy.
W październiku 1963 roku, podpisano kontrakt na opracowanie wersji rozpoznawczej. Nowa wersja otrzymała oznaczenie RF-5A. Przebudowano przednią część kadłuba, pozostawiając uzbrojenie strzeleckie. Wyposażenie samolotu wzorowano na instalacji rozpoznawczej pochodzącej z RF-104G. RF--5A otrzymał cztery aparaty fotograficzne KS-92A, przystosowanych do prazy z obiektywami o ogniskowej 38 mm, 76 mm lub 152 mm. 
Łącznie wyprodukowano 861 seryjne Freedom Fighter, 621 w wersji F-5A, 89 w wersji rozpoznawczej RF-5A i 151 w wersji F-5B. Produkcja F-5A trwała do marca 1972 roku a wersji dwumiejscowej do 1975 roku.
W służbie na całym świecie wciąż pozostaje wiele samolotów F-5 w różnych wersjach, wielokrotnie modernizowanych i unowocześnianych. Najnowocześniejsze singapurskie jednomiejscowe F-5S i dwumiejscowe F-5T wyposażono w nowy radar produkcji izraelskiej, wielofunkcyjne wyświetlacze LCD i możliwość używania pocisków rakietowych Rafael Python i AIM-120 AMRAAM klasy powietrze-powietrze. 
Także w Stanach Zjednoczonych, chociaż nie są one używane bojowo, zaadaptowano je do roli „agresora” udającego podczas ćwiczeń radzieckie samoloty MiG-21 ze względu na podobne do nich osiągi. USAF wykorzystywały F-5 w tej roli od 1975 do 1990, marynarka nadal lata na F-5N/F.
Uznawany za nową maszynę T-38 Talon zbudowany na platformie F-5 został przyjęty przez Siły Powietrzne USA jako samolot szkolno-treningowy służący do szkolenia pilotów do lotów z prędkościami naddźwiękowymi. Zbudowano również wersję rozwojową samolotu mającą konkurować na rynkach zachodnich z F-16 Fighting Falcon, oznaczoną początkowo jako F-5G, a docelowo F-20 Tigershark. Również od F-5 wyewoluował YF-17 Cobra, pierwowzór F/A-18 Hornet. 
Na samolotach F-5E lata szwajcarski zespół akrobacyjny Patrouille Suisse, a na wersji NF-5 turecki zespół Turkish Stars (tur. Türk Yildizlari).
Irańskie siły powietrzne (IRIAF) używają samolotów Saeghe, są to prawdopodobnie F-5E przebudowane przez HESA, wzorując się na F/A-18, samoloty te wyróżniają się podwójnym statecznikiem pionowym i nowymi wlotami powietrza, pomalowano je identycznie z samolotami Blue Angels.

## Wersje
- F-5A – Pierwsza wersja samolotu oblatana 31 lipca 1963 roku różniła się od prototypowej maszyny N-156F wzmocnioną konstrukcją i mocniejszymi silnikami J85-GE-13 o ciągu 1383 kg i 1850 kg z dopalaniem, umożliwiającymi uniesienie większej o 2800 kg masy uzbrojenia.
Uzbrojenie strzeleckie samolotu stanowiły dwa działka Colt-Browning M39 kalibru 20 mm umieszczone w górnej części dzioba maszyny. System kontroli ognia był bardzo uproszczony i składał się tylko z dalmierza radarowego. Samolot F-5A przeznaczony był głównie do atakowania celów naziemnych i w mniejszym stopniu powietrznych. Pierwsze 64 zamówione egzemplarze F-5A przeznaczone dla Norwegii były wyposażone w hak do lądowania oraz dodatkowe silniki skracające start JATO. Łącznie zbudowano 636 egzemplarzy.
- RF-5A – wersja rozpoznawcza F-5A oblatana w 1968 roku. Różnił się od wersji A dziobową częścią kadłuba pozbawioną działek i zmienioną w celu umieszczenia czterech kamer fotograficznych. Cały segment dziobowy mógł być wymieniany na standardowy z działkami, pozwalając na szybką modyfikację samolotu w F-5A. Odbiorcami tej wersji był Iran, Grecja, Maroko, Norwegia, Korea Południowa, Południowy Wietnam, Tajlandia i Turcja. Ogólnie wyprodukowano 89 egzemplarzy samolotu w tej wersji.
- F-5B – dwumiejscowa szkolno-bojowa wersją samolotu bardzo podobna zewnętrznie do F-5A, ale z dwuosobową kabiną typu tandem i pozbawioną działek w części dziobowej. Pozostałe możliwości bojowe i udźwig uzbrojenia F-5B są takie same jak wersji podstawowej F-5A. Samolot w wersji F-5B został oblatany 24 lutego 1964 roku do zakończenia produkcji w 1972 wyprodukowano 200 egzemplarzy tej wersji.
- F-5C Skoshi Tiger – wersja wietnamskich F-5A wypożyczonych przez Siły Powietrzne USA i zmodyfikowanych w ramach programu Skoshi Tiger (mały tygrys) z 1965 roku. Wypożyczono 12 egzemplarzy, które wykonały łącznie ponad 3500 lotów bojowych nad Wietnamem Południowym. Dwa z nich utracono. Program został przerwany ze względów politycznych i pozostałe 10 F-5C zwrócono armii Południowego Wietnamu. Później trafiły one w ręce komunistów wietnamskich i były używane przez armię Wietnamu Północnego przede wszystkim przeciw Chinom.
- F-5E Tiger II (jako następca myśliwca Grumman F-11 Tiger) wersja powstała w 1970 roku w ramach konkursu na Międzynarodowy Myśliwiec (International Fighter Aircraft) mający zastąpić F-5A. Początkowo samolot oznaczano jako F-5A-21, a ostatecznie F-5E. Nowa maszyna miała większą niż pierwowzór rozpiętość skrzydeł 8,13 m i długość kadłuba o około 30 cm, zmienione klapy i silniki na J85-GE-21B o ciągu 2268 kg z dopalaniem. Posiadała również bogatsze wyposażenie elektroniczne takie jak radar, a pozostałe elementy awioniki różniły się w zależności od odbiorcy. Poprawie uległa też zwrotność maszyny. Zbudowano 792 egzemplarze w fabryce Northropa, 56 na licencji w Malezji, 90 w Szwajcarii, 68 w Korei Południowej i 380 na Tajwanie.
- F-5F Tiger II – dwumiejscowa szkolno-bojowa wersja F-5E uzbrojona w jedno umieszczone na dziobie działko M39 ze zredukowanym do 140 sztuk zapasem amunicji. Oblatany 29 stycznia 1979 roku. Zbudowano 140 egzemplarzy.
- RF-5E Tigereye – (ang. tygrysie oko) rozpoznawcza wersja F-5E z zestawem czujników w miejscu działka i radaru. Zbudowano tylko 12 egzemplarzy w USA i 5 na licencji w Malezji, a kolejnych 8 zmodyfikowano w Arabii Saudyjskiej z wersji F-5E.
- F-5N – w 2006 United States Navy (używane też przez Marine Corps) odkupiły od Szwajcarii 36 F-5E/F. Oznaczenie N dotyczy F-5E ze zmodernizowaną awioniką oraz radarem AN/APG-69 (z F-20 Tigershark) zamiast AN/APQ-159. Samoloty należą do „eskadry agresorów” VFC-111 Sundowners na Florydzie, która posiada 17 F-5N oraz pojedynczy F-5F oraz do VFC-13 w Nevadzie.
- CF-5A lub CF-116A – budowany na licencji przez kanadyjski Canadair samolot F-5A, udoskonalony na podstawie doświadczeń wyniesionych z projektu Skoshi Tiger. W ramach modyfikacji zmieniono pozycję końcówki do tankowania w locie, skrócono drogę rozbiegu samolotu o 25% przez zastosowanie teleskopowej goleni podwozia przedniego umożliwiającej zwiększenie kąta natarcia podczas startu o 3 stopnie. Zastosowano dodatkowe wloty powietrza zamykane żaluzjami umożliwiające zwiększenie przepływu powietrza podczas startu, dodatkowe opancerzenie kabiny i wzmocnioną szybę pancerną owiewki kabiny bardziej wytrzymałą zwłaszcza na zderzenia z ptakami. Ponadto wyposażono samolot w odrzucane podskrzydłowe węzły do podwieszania uzbrojenia, oraz hak do lotniskowego systemu awaryjnego hamowania. Wzbogacono również wyposażenie elektroniczne i nawigacyjne, oraz dodano instalacje przeciwoblodzeniowe. CF-5A mógł wykonywać zadania rozpoznawcze po wymianie segmentu dziobowego samolotu na zawierający 3 kamery Vinten Model 547. Łącznie zbudowano w Kanadzie 240 egzemplarzy samolotu F-5 z czego 135 w wersji CF-5 dla lotnictwa Kanady. Ponadto wyprodukowano 75 egzemplarzy samolotu w wersji NF-5A i 30 NF-5B (dwumiejscowy) dla Koninklijke Luchtmacht
- CF-5D lub CF-116D – dwumiejscowa szkolno-bojowa wersja samolotu podobna do F-5B budowana przez Canadair, w USA lata obecnie kilkanaście prywatnych CF-5D.
- NF-5 – budowana przez Canadair dla Królewskich Sił Powietrznych Holandii wersja samolotu F-5 ze wzmocnioną konstrukcją skrzydeł i nowymi sterowanymi elektrycznie klapami, zwiększającymi jego zwrotność. Wyposażenie elektroniczne było takie samo jak w amerykańskich F-5A z wyjątkiem kanadyjskiego radaru i aparatury radiowej. Samolot w wersji A oblatano 24 marca, a w dwumiejscowej wersji B 7 lipca 1969 roku.
- F-20A Tigershark (początkowo F-5G) – nowy wielozadaniowy samolot oblatany 30 sierpnia 1982, stworzony za środki Northropa (1,2 mld USD), z przeznaczeniem na eksport, radar pulsacyjno-doplerowski GE AN/APG-67, pojedynczy silnik GE F404 (znany z F/A-18), zbudowano trzy prototypy.
- F-5EM/FM – modernizacja brazylijskiego Embraera, we współpracy z izraelskim Elbitem, prowadzona w latach 2000-2014 (57 samolotów). Radar FIAR Grifo F, nowy HUD, szklany kokpit, GPS, brazylijskie systemy wymiany danych SISCENDA, radiostacja M3AR, komputer misji, wytwornica tlenu. Uzbrojone w pociski na podczerwień: lokalne MAA-1 Piranha i izraelskie Rafael Python 3/4, naprowadzane radarowo średniego zasięgu Rafael Derby i kierowane bomby[3].

## Projekty niezrealizowane i doświadczalne
Wśród rozpatrywanych projektów, które powstały na deskach kreślarskich, znalazła się wersja oznaczona jako N-156D, przeznaczona do operowania z pokładu lotniskowców. Maszyna miała mieć powiększone skrzydła, mieszczące większe zbiorniki paliwa, większy udźwig i większą masą podwieszanego uzbrojenia. Dodatkowo, w celu przystosowania do operowania z pokładów lotniczych, zamierzano wzmocnić podwozie i dodać hak do lądowania. Następną niezrealizowana wersją była maszyna oznaczona jako N-156N. Samolot miał być napędzany dwoma turboodrzutowymi, dwuprzepływowymi silnikami CF700 (TF37). W 1965 roku Northrop zaoferował US Navy i Royal Australian Navy, ostatecznie niezrealizowany projekt wielozadaniowego myśliwca oznaczonego wstępnie jako N-285B. Konstrukcja była rozwinięciem projektów N-156D. Królewskim Duńskim Siłom Powietrznym i Belgijskim Siłom Powietrznym zaoferowany wariant F-5A o masie startowej 7662 kg, wyposażony w silniki J85-GE-J1A i nowe skrzydła o większej powierzchni, wyposażone w klapy manewrowe.
Elementy konstrukcyjne F-5 i T-38 zostały wykorzystane również w innych projektach. Elementy podwozia obydwu maszyn wykorzystano przy budowie eksperymentalnych maszyn Northrop HL-10, Northrop M2-F2 i NASA M2-F1, w których badano właściwości aerodynamiczne tzw. nośnych kadłubów. Przednie części dwóch F-5A o numerach seryjnych 63-8372 i 65-10573 posłużyły do budowy eksperymentalnego Grumman X-29 ze skrzydłami o odwróconym skosie.

## Użytkownicy
Pierwsze seryjne maszyny zostały przejęte przez 4441. Combat Crew Training School będącego częścią Tactical Air Command w Williams Air Force Base w Arizonie. 30 kwietnia 1964 roku odebrano pierwsze samoloty, F-5B, cztery miesiące później odebrano pierwsze F-5A. W skład jednostki weszło pięć F-5B i siedem F-5A. Zadaniem 4441. Combat Crew Training School było szkolenie zagranicznego personelu, który miał obsługiwać F-5 oraz amerykańskich instruktorów, którzy mieli dalej przekazywać swoje umiejętności. Maszyny otrzymały oznaczenia US Air Force. 

### Skoshi Tiger

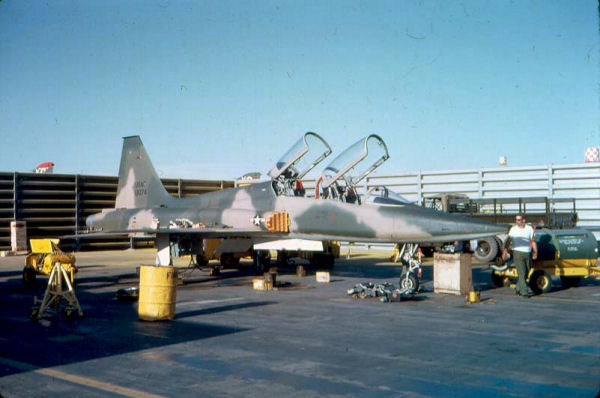
Northrop F-5B Freedom Fighter, uczestnik programu Skoshi Tiger w bazie Biên Hoà w 1966 roku

W 1965 roku USAF wypożyczyły z programu MAP pięć maszyn F-5A-15 i siedem F-5A-20. Samoloty zmodernizowano, po lewej stronie kadłuba zamontowane sondy do tankowania w powietrzu, wymieniono celownik lotniczy i zmodyfikowano zestaw przyrządów w kabinie. Dodano odrzucane belki podskrzydłowe, zainstalowano rejestrator lotu, światła pozycyjne i zdjęto ogranicznik wychylenia steru kierunku. Pilot otrzymał do dyspozycji zmodyfikowany system sterowania dopalaczem. Spodnia część kadłuba samolotu została osłonięta blachą pancerną o grubości 6 mm. Masa całego opancerzenia jakie znalazło się na pokładzie wynosiła 110 kg. Tak przekształcone samoloty trafiły do utworzonego 29 lipca 1965 roku 4503. Tactical Fighter Squadron (Provisional) (4503. TFS(P)). Celem programu Skoshi Tiger było przetestowanie możliwości bojowych F-5 w warunkach prawdziwego konfliktu, toczącej się wówczas wojny w Wietnamie. Misje miał zrealizować 4503. TFS(P). Samoloty otrzymały nowy, charakterystyczny dla Azji południowo wschodniej kamuflaż. Maszyny o własnych siłach, przeleciały z Williams Air Force Base w Arizonie, poprzez Hawaje, Midway, Guam, Wake i Filipiny aby ostatecznie dotrzeć na miejsce do bazy w Biên Hoà w Wietnamie 23 października 1965 roku. W Wietnamie 4503. TFS(P) operacyjnie została podporządkowana 2 Air. Division USAF. 
Pierwsza bojowa misja odbyła się już kilka godzin po dotarciu na miejsce. Para F-5, trzecie wyznaczona do lotu maszyna nie wystartowała z powodów technicznych, wykonała misje polegającą na zbombardowaniu pozycji wroga i ostrzelaniu zgrupowania Vietcongu z działek pokładowych. Każdy z samolotów uzbrojony był w cztery bomby Mk 82 o masie 227 kg każda. Podczas pierwszej fazy programu trwającej 66 dni, F-5 operujące z Biên Hoà wykonały około 1500 misji bojowych. Zadania realizowano tylko nad obszarem Wietnamu Południowego. W trakcie działań, 16 grudnia 1965 roku utracono od ognia prowadzonego z ziemi jedną maszynę. Pilot, major J.B. Baggett zdołał wydostać się z uszkodzonej maszyny jednak zmarł po przewiezieniu do szpitala z powodu ran odniesionych podczas katapultowania. Dzięki sprawnie prowadzonej obsłudze samolotów, maszyny uszkodzone od ognia broni małokalibrowej były na bieżąco naprawiane i zdolne do lotu w trakcie 24 h.

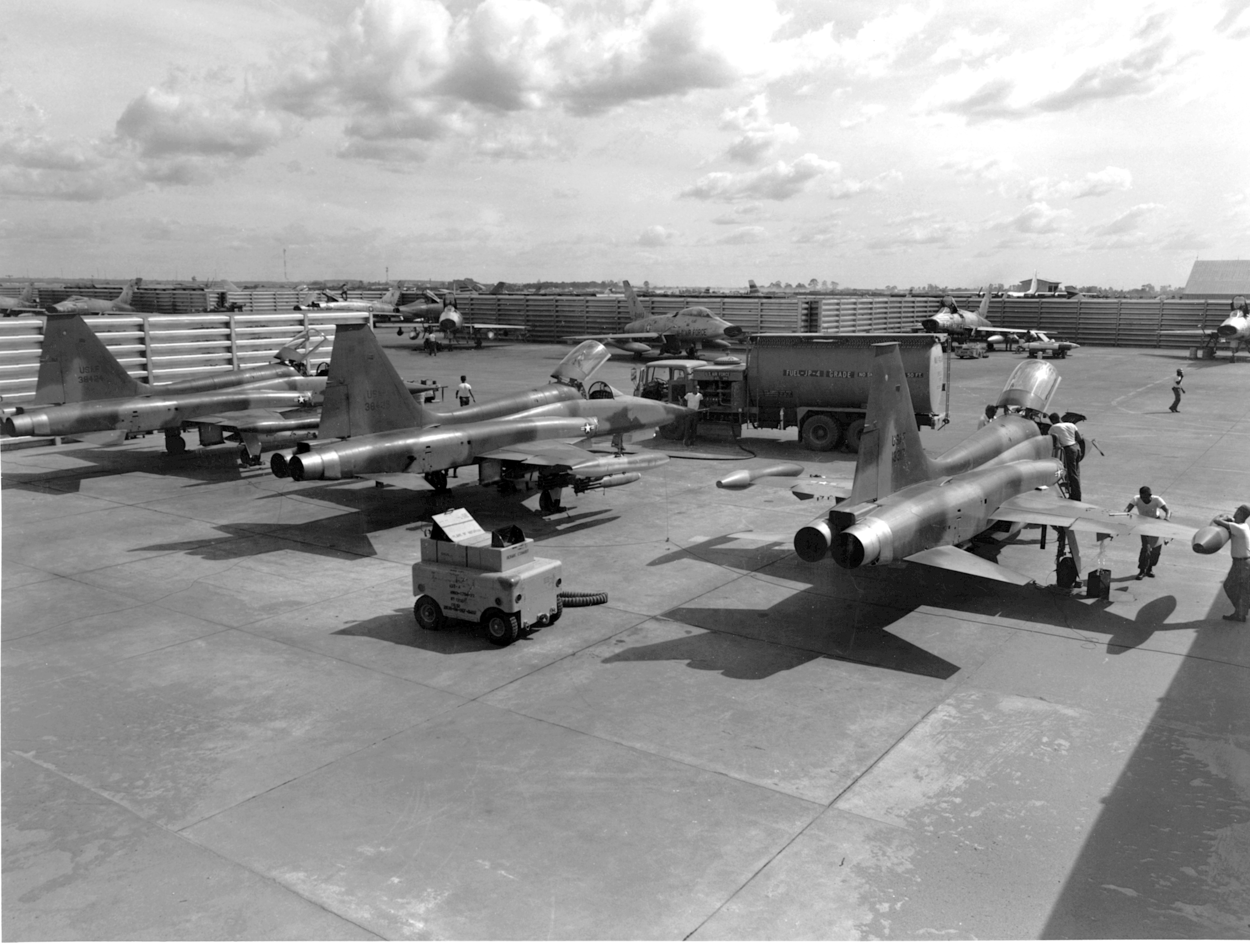
Northrop F-5C Freedom Fighter w bazie Biên Hoà w 1966 roku. Na drugim planie North American F-100 Super Sabre, z którymi je porównywano w ramach programu Skoshi Tiger

Na początku stycznia 1966 roku rozpoczęła się druga faza programu Skoshi Tiger, wstępnie planowana na 30 dni. F-5 4503. TFS(P) przebazowano do wysuniętej bazy w Đà Nẵng skąd przewidywano realizacje misji nad strefą zdemilitaryzowaną i Wietnamem Północnym. Celej tej fazy projektu była weryfikacja możliwości maszyny do operowania nad celami silnie bronionymi i potencjalne walki powietrzne z MiGami Wietnamskich Ludowych Sił Powietrznych. Wprowadzenie ograniczeń w atakowaniu północno-wietnamskich celów skierowało amerykańskie samoloty do atakowania celów w Laosie, między innymi szlaku Ho Chi Minha. W luty jednostkę przebazowano z powrotem do Biên Hoà, rozpoczynając trzecią faze testów bojowych.
Trzecia faza programu Skoshi Tiger ponownie skupiła działania nad terytorium Wietnamu Południowego. Tym razem, celem było osiągnięcie maksymalnej efektywności w prowadzeniu jak największej liczby misji bojowych w ciągu jednego dnia wraz z maksymalizacją szybkości przywracania gotowości bojowej. Rezultatem testów była między innymi wymiana silnika i lot próbny w czasie dwóch godzin. Program miał się oficjalnie zakończyć 20 lutego 1966 roku jednak wraz z rozluźnieniem zasad atakowania celów w Wietnamie Północnym, USAF ponownie dostrzegło szanse skonfrontowania F-5 z radzieckimi MiGami w wietnamskich barwach. Maszyny ponownie przebazowano do Đà Nẵng. Jednak i tym razem nie doszło do walk powietrznych. Z uwagi na niesprzyjające warunki pogodowe na całym Wietnamem, samoloty skierowano do realizacji misji nad Laosem. F-5 eskortowały inne maszyny uderzeniowe, wykonywały misje zwiadu elektronicznego, atakowały cele naziemne.
Program Skoshi Tiger został oficjalnie zakończony 9 marca 1966 roku. W tym samym dniu rozwiązano 4503. Tactical Fighter Squadron (Provisional). W ramach programu samoloty wykonały 2664 loty bojowe. W trakcie działań utracono jedną maszynę a osiem innych zostało uszkodzonych ogniem broni małokalibrowej. Głównym celem realizowanych przez F-5 misji były ataki na cele naziemne, które przy użyciu swobodnie spadającego uzbrojenia okazały się być celniejsze niż te same misje ale realizowane przez samoloty McDonnell Douglas F-4 Phantom II lub North American F-100 Super Sabre. Gorzej jednak w porównaniu z obydwiema maszynami, wypadły ataki F-5 na cele naziemne przy użyciu niekierowanych pocisków rakietowych. Sprawdziły się w praktyce założenia konstruktorów F-5, którzy chcieli mieć samolot prosty w obsłudze. Współczynnik roboczogodzin przypadających na godzinę lotu F-5 wynosił średnio 10,3. Parametr ten dla F-100 wynosił 10,8 a dla F-4 17,5. Generalnie, wszystkie trzy maszyny wykazały się podobną skutecznością w ataku na cele naziemne. Najlepiej oceniono widoczność z kabiny F-5. Z drugiej strony zaobserwowano przypadki zasysania przez silniki F-5 ciał obcych w trakcie prowadzenia ognia z działek samolotu. Jako niewystarczający oceniono zasięg i długotrwałość dyżurowania w strefie. Zakładany promień bojowy, z czterema bombami M117 wynosił 370 km, w rzeczywistości w zależności od profilu lotu wahał się od 193 km do 242 km. Załogi raportowały problemy ze zrzutami zbiorników z napalmem, które nie chciały oddzielić się od samolotu.

### Obecnie
Arabia Saudyjska
- Królewskie Saudyjskie Siły Powietrzne: 20 sztuk F-5B dostarczono w latach 1972-73, 30 sztuk F-5E w 1974, 40 sztuk F-5E i 20 sztuk F-5F 1977-80 w bogatej wersji dedykowanej do zadań szturmowych (rozwój wersji opłacił klient). Wyposażenie obejmowało: 
  - radary APQ-159
  - pociski AGM-65A/B Maverick
  - możliwość przenoszenia bomb lotniczych naprowadzanych laserowo GBU-10 i GBU-12
  - celownik AVQ-27
  - sondy do tankowania w locie
  - system ostrzegający o opromieniowaniu radarem ALR-46,
  - nawigacja inercyjna Litton LN-33
  - system lądowania ILS
  - system zakłócania ALQ-101/119
  - wyrzutnia flar i dipoli
  - w wersji szkolnej możliwość przenoszenia pocisków Paveway II. Zakupione zostały również wymienne przody kadłuba z aparatami fotograficznymi umożliwiające rozpoznanie. Odebrano też w 1982 roku 10 sztuk RF-5E, które w 1995 roku przeszły wzmocnienie konstrukcji, a w 1997 roku zamontowano nowe sensory rozpoznawcze i INS oraz GPS. Obecnie wycofane z czynnej służby, oprócz treningowych 20–22 sztuk F-5F, zastąpione przez Eurofighter Typhoon, a pozostałe wystawione na sprzedaż[4].

 Bahrajn
- Bahrańskie Siły Powietrzne (RBAF) - posiadają 8 F-5E i 4 F-5F, dostarczone w latach 1985 -1987 były pierwszymi odrzutowcami w tych siłach powietrznych. Należą do 6. Eskadry Lotnictwa Taktycznego i wykonały 127 misji bombowych podczas I wojny w Zatoce Perskiej w 1991 roku. Służą do misji przeciwko żegludze oraz szkoleniu zaawansowanego pilotów na F-16C/D. Mają zostać wycofane do końca II dekady XXI wieku[5].

 Botswana
- Zakupiono 10 zmodernizowanych CF-5A i 3 CF-5D (oznaczone BF-5A/D) z Kanady w 1996, kolejne 2–5 sztuk CF-5 zostały zakupione w 2000 roku. W 2013 roku podjęta została decyzja o zakupie od 8 do 16 nowych samolotów mające zastąpić CF-5[5].

 Brazylia

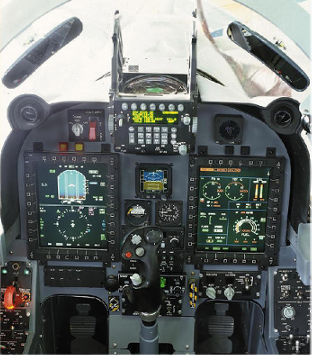
Kokpit F-5EM (Brazylia)

- Força Aérea Brasileira: F-5A/B testowano w 1965, ale zakupiono wtedy Mirage IIIE (pozostali kandydaci to English Electric Lightning, Lockheed F-104G i Saab J35 Draken). W 1973 w konkursie na samoloty myśliwsko-bombowe wybrano F-5, zamiast Fiat G.91Y, F-4 lub Mirage 5, zamówiono wtedy 36 F-5E i 6 szkolno-bojowych F-5B, dostawy od 1975. Od US Air Force odkupiono w 1988 używane, zdobyte we wcześniejszych konfliktach, 22 F-5E i 4 F-5F. Były one pozbawione radiostacji UKF, radiokompasu i sond tankowania paliwa. W 1996 roku wszystkie wersje szkolne F-5B wycofano z użytkowania. Od Jordanii zakupiono 8 F-E i 3 F-5F, dostarczone od 2008 (łącznie pozyskano 66 F-5E i 13 F-B/F). W służbie jest 51 F-5EM i sześć F-5FM zmodernizowanych przez Embraera, pozostaną podstawowym myśliwcem do 2020 roku po głębokiej modernizacji obejmującej:
  - wymiana fotela wyrzucanego na 0-0 Martin-Baker Mk 10 LE
  - zamontowanie wytwornicy tlenu
  - wyświetlacze ciekłokrystaliczne w miejsce przyrządów analogowych
  - wyświetlacz przezierny HUD Elbit El-Op Model 967
  - oświetlenie kabiny dostosowane do noktowizora
  - drążek sterowniczy i manetka do koncepcji HOTAS
  - hełm DASH IV
  - wyrzutniki nabojów zakłócających
  - nowy radar SELEX Galileo Grifo-F
- Planowane wycofanie samolotów ma nastąpić do 2025 roku[6]

 Chile
- Fuerza Aérea de Chile: zakupiły 15 F-E i trzy F-5F w 1974 roku, dostarczone od 1976, te zostały zmodernizowano do Tiger III od 1993 roku. Otrzymały one:
  - radar Elta EL/M-2032B
  - wyświetlacze ciekłokrystaliczne
  - konfiguracja kokpitu w standardzie HOTAS
  - wyświetlacz przezierny HUD El-op Model 921
  - centrala danych aerodynamicznych
  - komputer misji
  - urządzenia nawigacyjne INS/GPS
  - system walki EWPS-100
  - fotele Martin Baker DM/A-202
  - wytwornice tlenu. Użytkownikiem F-5 jest jedna jednostka, która ma 10 samolotów jednomiejscowych i dwa szkolne. W celu ich zastąpienia zakupiono w 2009 roku partię 18 holenderskich F-16 Block 20, a F-5 zaproponowano Urugwajowi[7].

 Hiszpania
- Ejército del Aire: 20 sztuk F-5BM używane są do przeszkoleń na myśliwce. CASA wyprodukowała od 1968 roku na licencji 70 sztuk (w tym 8 z gotowych zestawów): 18 myśliwskich SF-5A, 18 rozpoznawczych SRF-5A i 34 treningowe SF-5B. Samoloty bojowe wycofane zostały w 1992 roku, a rozpoznawcze w 2002. Pozostałe samoloty były modernizowane w latach 1993-1995 w Bristol Aerospace Canada. Zamontowano odbiornik Rockwell Colins VIR-31, odbiornik systemu TACAN, system nawigacyjny INS/GPS, układ identyfkacyjny AN/APX-101 i radiostacje UHF Rayethon AN/ACD-164. Druga część modernizacji w 2005 roku, polegała na wydłużeniu resursów samolotów i wymianie foteli na modele MB Mk 16L. Od 2011 roku wymieniane są skrzydła w modernizowanych samolotach. Wydłuży to ich rok służby do 2024 roku[8].

 Honduras
- Fuerza Aérea Hondureña (FAH): 10 sztuk F-5E i 2 F-5F (ex-USAF) przekazane w ramach pomocy przez USA w związku z polityką wobec Nikaragui i zostały dostarczone w 1987. Od 2007 zawieszono amerykańską pomoc, co zmniejszyło możliwości bojowe. W posiadaniu pozostaje 9 samolotów, z czego 4 czynne bojowo[8].

 Iran
- Imperialne Irańskie Siły Powietrzne - pierwszy użytkownik samolotów F-5 poza Stanami Zjednoczonymi, które dostarczyły tam 107 samolotów w wersji F-5A, 13 sztuk RF-5A i 20 sztuk F-5B w latach 1964 do 1971. Przez kolejne dwa lata otrzymano kolejne 141 sztuk F-5E i 28 sztuk F-5F. Z powodu embarga jakie nałożono po islamskiej rewolucji, konieczne było uziemienie większości z samolotów, gdyż nie możliwe było wykonanie ich remontów. W walkach z Irakiem utracono 30 samolotów, a próby zakupu części udały się w Etiopii w 1995 roku. Uruchomienie produkcji kopii samolotu pozwoliło przebudować 10-13 samolotów F-5A w samoloty dwumiejscowe nazwane później Simorgh, w 1997 roku powstała nowa kopia o nazwie Azarakhs, która miała być nowym samolotem lecz zostało wykonanych tylko kilka samolotów. W 2004 roku premiera miała kopia Saeqeh. Posiada ona podwójne usterzenie pionowe, większe wloty powietrza do silnika i jedno działko. Obecna liczba samolotów szacowana jest 20–40 sztuk bojowych i 10 szkolnych[9].

 Jemen Północny/ Jemen
- Jemeńskie Siły Powietrzne: Jemen Północny otrzymał w ramach pomocy do walki z południem 4 ex-saudyjskie F-5B w 1977 i 12 F-5E (samoloty opłacone przez Saudyjczyków dla Egiptu, ale nie dostarczono ich z powodu traktatu pokojowego z Izraelem) dostarczone w 1979.

 Jordania
- Jordańskie Siły Powietrzne: 30 F-5A i 6 F-5B (irańskie z 1974, w tym dwa F-5B z USA z 1975) zostały wzmocnione od 1975 przez 61 F-5E i 12 F-5F Tiger II. 13 F-E i 2 F-5F sprzedano do Kenii, 8 F-E i 3 F-5F do Brazylii.

 Kenia

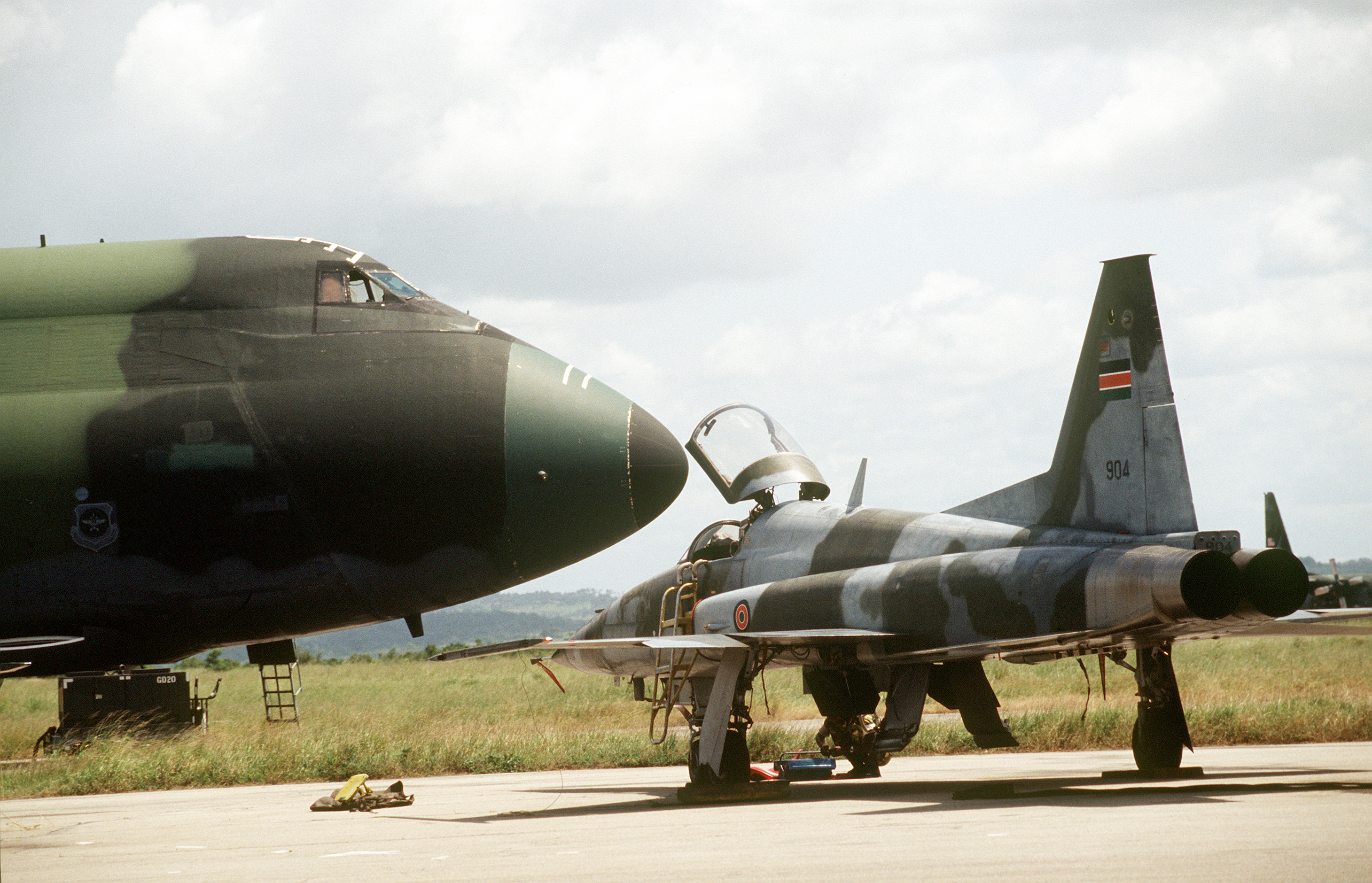
F-5E Kenii

- Kenijskie Siły Powietrzne: Od 2008 sprowadzono prawdopodobnie jordańskie Tiger II: 13 F-5E i dwa F -5F.

 Korea Południowa
- Siły Powietrzne Republiki Korei: Otrzymano w sumie 340 F-5 (88 F-5A, 30 F-5B, 8 RF-5A, 126 F-5E, 20 F-5F, 48 KF-5E, a 20 KF-5F), wersja KF montowana lokalnie.

 Meksyk
- Fuerza Aérea Mexicana otrzymały 10 F-5E i 2 F-5F w 1982 r.

 Maroko

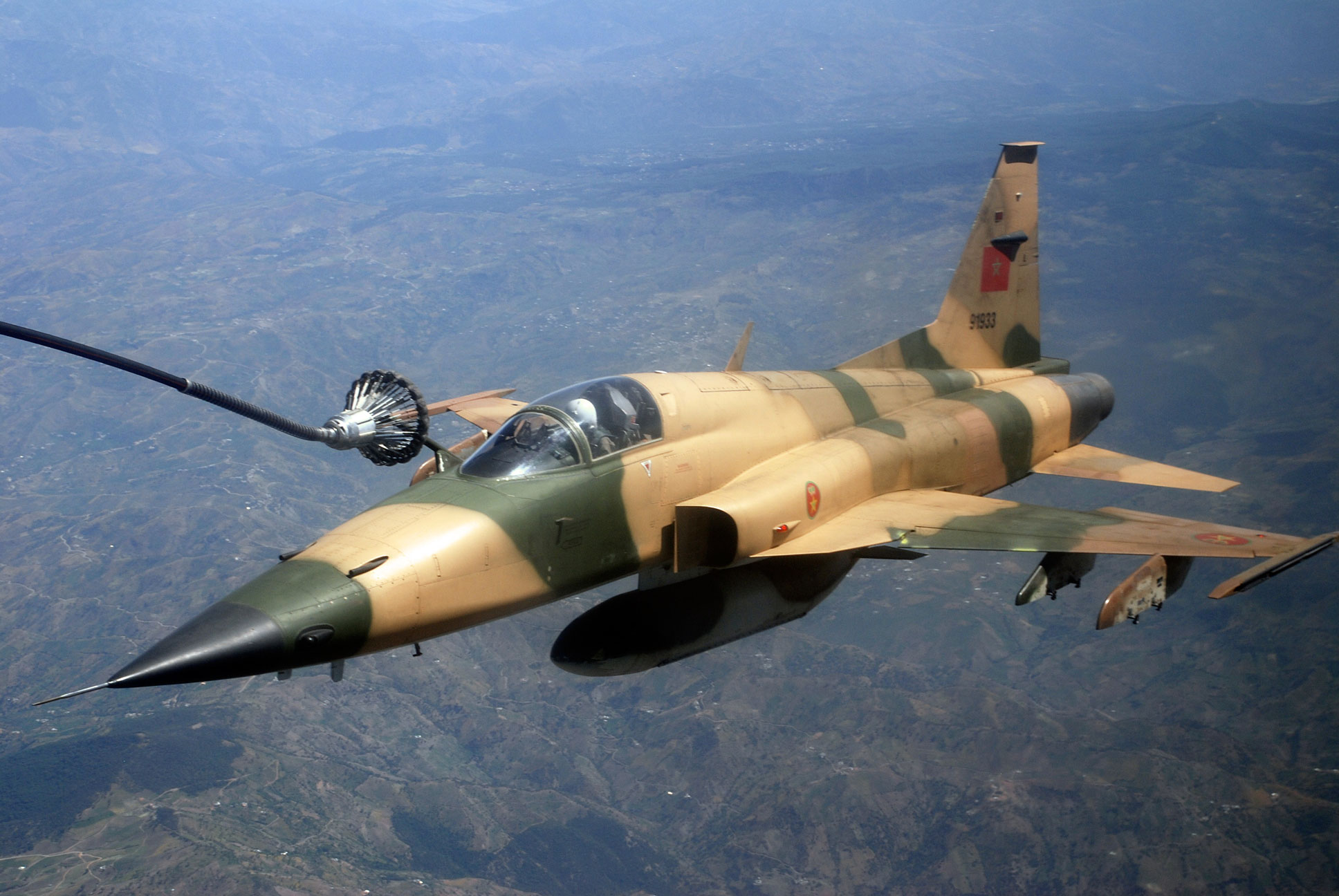
Marokański F-5E tankuje w locie

- Od 1967 w ramach MAP USA przekazały 12 F-5A i 2 F-5B, zastąpiły one MiG-17, do 1971 dołączyły do nich 7 F-5A, 2 RF-5A i 2 F-5B, dalsze ~4 F-5A z Iranu. W czasie trwania wojny w Saharze zachodniej z Front Polisario dokupiono w 1977 20 F-5E i 4 F-5F. Od 1979 zakupiono jeszcze 16 F-5E i 4 F-5F, w standardzie saudyjskim, czyli z instalacja do tankowania (Maroko kupiło KC-130H) i pociskami AGM-65B Maverick.

 Singapur
- Siły Powietrzne Republiki Singapuru: 32 F-5S, 9 F-5T i 8 RF-5S, głęboko zmodernizowane samoloty wielozadaniowe, nowością są pociski średniego zasięgu AIM-120 AMRAAM (nowy radar FIAR Grifo F).

 Stany Zjednoczone
- United States Navy
- United States Marine Corps

 Szwajcaria
- Schweizer Luftwaffe: około 42 F-5E i 12 F-5F w służbie, w latach 1978-1985 odebrano 98 F-5E i 12 F-5F, w tym 90 samolotów zbudowano na licencji.

 Tajlandia
- Kong Thab Akat Thai używają 14 zmodernizowanych F-5T, od 1966 otrzymano łącznie 24 F-5A, 4 RF-5A, 7 F-5B (w tym dwa malezyjskie F-5B w 1982), od 1976 40 F-5E i 6 F-5F.

 Tajwan
- Siły Powietrzne Republiki Chińskiej otrzymały 115 F-5A i B od 1965 roku, 48 przekazano do Wietnamu Południowego przed 1975. Od 1973 do 1986 roku Tajwan wyprodukował na licencji 308 F-5E/F, prawdopodobnie zastąpią je F-CK-1C/D.

 Tunezja
- Tunezyjskie Siły Powietrzne w latach 1984-1985 odebrały 8 F-5E Tiger II i 4 F-5F, w 1989 dalsze 4-5 F-5E (ex-USAF z 527th Aggressor Squadron w RAF Alconbury).

 Turcja
- Türk Hava Kuvvetleri: od 1966 115 F-5A (nowe z USA w ramach MAP, ex-libijskie w 1975, norweskie w 1983-1987, tajwańskie w 1989), także 26 RF-5A (w tym część z Norwegii), a 15 F-5A przebudowano na RF-5 oraz 22 F-5B; kiedy po inwazji na Cypr Turcja była objęta embargiem USA sprowadzono w 1975 (w przybliżeniu) 6 F-5A i 2 F-5B z Libii, między 1989 i 1992 sprowadzono 46 ex-holenderskich NF-5A i 16 NF-5B. 18 F-5A i 14 NF-5A zmodernizowano do F-5A-2000 oraz 7 F-5B i 11 NF-5B do F-5B-2000, w służbie pozostają tylko zmodernizowane dwumiejscowe F-5B 2000.

 Wenezuela
- Fuerza Aérea Venezolana (obecnie Aviación Militar Nacional Bolivariana) otrzymały samoloty kanadyjskie: 16 CF-5A i 2 CF-5D (oznaczone VF-5A i VF-5B), w 1974 kolejne dwa VF-5B, w 1991 jeden holenderski NF-5A i sześć NF-5B (zmodernizowane).

### W przeszłości
Austria
- Österreichische Luftstreitkräfte: 12 F-5 Tigerów II wypożyczono od Szwajcarii na lata 2004-2008, w oczekiwaniu na dostawy 15 Eurofighterów Typhoonów.

 Filipiny
- Hukbong Himpapawid ng Pilipinas: USA w ramach MAP przekazały 19 F-5A i 3 F-5B w latach 1965-1967, zmodernizowane w latach 70., w tym zamontowano radar AN/APQ-153 z F-5E, dalsze dostawy: 3 F-5A w 1993, 1 F-5B w 1996 (ex-tajwańskie), 2 F-5A (ex-jordańskie) w 1997, 8 F-5A (ex-koreańskie) w 1998, 10 pozostaje w rezerwie, ostatnie samoloty myśliwskie wykorzystywane przez Filipiny.

 Grecja
- Polemikí Aeroporía: pierwszy europejski użytkownik, od 1965 w ramach pomocy USA odebrano nowe: 55 Northrop F-5A Freedom Fighter, 16 RF-5A (5 przebudowano na klasyczne F-5A) i 9 F-5B, dostawy wstrzymano w 1967 na rok powodu puczu wojskowego. Iran przekazał 12 F-5A w 1975, Jordania 12 F-5A i 8 F-5B w 1983 oraz 13 F-5A w 1989, Norwegia 9 F-5A w 1986, USAF 1 F-5A w 1988, Holandia 10 Canadair NF-5A i 1 NF-5B w 1991. Większość wycofana z eksploatacji do 1997, w 2001 zaprzestano także wykorzystywać ich do szkolenia.

 Holandia
- Koninklijke Luchtmacht: 75 Canadair NF-5A i 30 NF-5A w latach 1969-1991.

 Indonezja
- Tentara Nasional Indonesia Angkatan Udara: 12 F-12 F-5E i 4 F-5F dostarczono w 1980, w rezerwie od 2005 r.

 Kanada
- Canadian Forces Air Command w latach 1968–1995 używały samolotów Canadair CF-5A Freedom Fighter (89 sztuk, także kilka rozpoznawczych) i CF-5D (46 sztuk), wojskowe oznaczenia: CF-116A i CF-116D.

419 Squadron
433 Squadron
434 Squadron
 Libia
- Libijskie Siły Powietrzne: 8 F-5A i 2 F-5B dostarczone z USA od 1968 (sprzedane Turcji w 1975), dalsze osiem F-5A objętych embargiem w 1972 dostarczono do lotnictwa Wietnamu.

 Malezja
- Tentera Udara DiRaja Malaysia po długiej ewaluacji wielu typów maszyn w 1975 odebrały 14 F-5E i 2 F-5B (F-5B w 1982 sprzedane Tajlandii), dalsze dostawy: 3 F-5F w 1978, F-5E w 1979, F-5F w 1981, 2 rozpoznawcze RF-5E w 1983 i 2 F-5E w 1985. Wycofane w 2015 roku.

 Norwegia
- Luftforsvaret: 78× F-5A, 14× F-5B 1966-2000, 16× RF-5A 1969-2000.

 Sudan
- Sudańskie Siły Powietrzne między 1982 a 1984 odebrano tylko dwa F-5E i dwa F-5F (jeden sprzedano Jordanii w 1986) z 12 zamówionych, dalsze dwie sztuki mogły zbiec do Sudanu z Etiopii.

 Stany Zjednoczone
- United States Air Force

26th Squadron Aggressor
64th Fighter Weapons Squadron
65th Fighter Weapons Squadron
527th Squadron Aggressor
 Wietnam Południowy
- Wietnamskie Siły Powietrzne: F-5A od 1967: 50 ex-tajwańskich, 36 ex-koreańskich, 34 ex-irańskie, 25 ex-USAF (w tym F-5C), 8 niedoszłych libijskich, 5 innych (łącznie 158 sztuk); 8 F-5B, 10 RF-5A w 1972, ok. 60 F-5E w ramach Military Assistance Program (MAP) od 1973, dalszych nie dostarczono po 1975.

 Wietnam

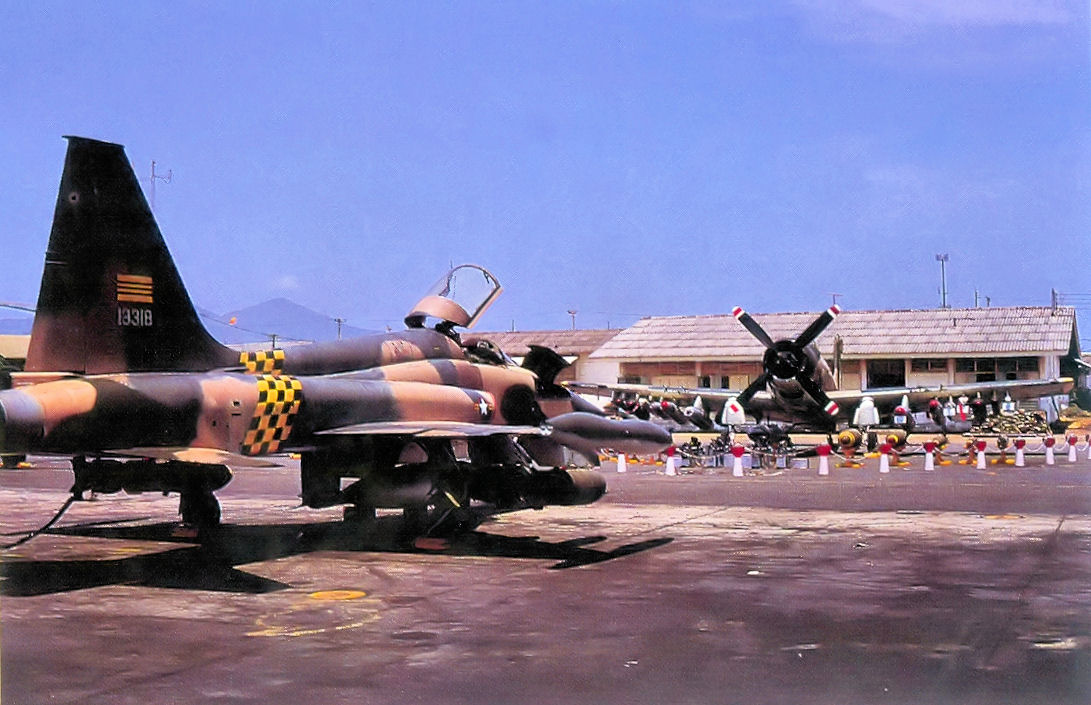
F-5C Południowego Wietnamu

- Prawdopodobnie 60 F-5A i 27 F-5E pozostało w kraju i było używanych do lat 1990. przez armię ludową, użyte w zatargu z Chinami w 1979. Kilka F-5E przekazano ZSRR do testów (1975), także do Polski i Czechosłowacji (1977).

### Ewaluacja
ZSRR
 Polska
 Czechosłowacja

## Konstrukcja
F-5 jest lekkim, dwusilnikowym samolotem myśliwskim w układzie dolnopłata. Kadłub o półskorupowej konstrukcji zaprojektowany zgodnie z regułą pól. Podwozie chowane, przednie sterowane, jednogoleniowe, chowane do wnęki w przedniej części kadłuba (goleń składa się do przodu). Podwozie główne również jednogoleniowe, golenie składane są w kierunku kadłuba, golenie chowane są do wnęk w skrzydłach a koła do wnęk w kadłubie. Po schowaniu zakrywane dwuczęściową osłoną. Usterzenie klasyczne o obrysie trapezowym. Duży pionowy statecznik o półskorupowej konstrukcji ze sterem kierunku. U jego podstawy umieszczono pojemnik ze spadochronem hamującym. Po bokach, dolnej części kadłuba umieszczono płytowe usterzenie poziome. Pod kadłubem, między skrzydłami zainstalowano dwa płytowe hamulce aerodynamiczne. Skrzydło o trapezowym obrysie, bez wzniosu i zerowym kącie zaklinowania. Konstrukcyjnie stanowiło jeden element. W przedniej części, przy kadłubie, umieszczono charakterystyczne napływy o skosie 60°, pozbawiony jest nich T-38 Talon. Zastosowaną bogatszą względem T-38 mechanizację płata. Skrzydło wyposażone zostało w lotki, klapy na krawędzi spływu i klapy przednie na krawędzi natarcia. Kabina jednoosobowa lub dwuosobowa z miejscami w układzie tandem, drugi fotel nieznacznie podwyższony, hermetyzowana, ciśnieniowa i klimatyzowana z wyrzucanymi/wyrzucanymi fotelami. Napęd samolotu stanowiły dwa jednoprzepływowe silniki General Electric J85-GE-13 o ciągu 12,12 kN bez dopalania i 18,19 kN z dopalaczem każdy. Wymiana jednostki napędowe, wyszkolonemu personelowi, zajmowała około 20 minut.

## Uzbrojenie
Wersja jednoosobowa, w dziobie samolotu miała zamontowane dwa, jednolufowe działka M39 kalibr8 20 mm. Wersja dwuosobowa pozbawiona była uzbrojenia strzeleckiego ale mogła przenosić takie samo uzbrojenie podwieszane. Maszyna wyposażona była w siedem węzłów podwieszeń, dwóch na końcach skrzydeł, czterech podskrzydłowych i jednym węźle podkadłubowym. W skład uzbrojenia podwieszanego mogły wejść kierowane pociski rakietowe powietrze–powietrze AIM-9 Sidewinder, sterowana radiokomendowo rakiety typu powietrze–powierzchnia AGM-12 Bullpup, zasobniki z niekierowanymi rakietami LAU-3/A lub LAU-10/A, bomby swobodnie spadające Mk81, Mk82, Mk83, Mk84, M-117, bomby zapalające BLU-1/B. W trakcie prowadzonych na wczesnym etapie prac nad samolotem prób, zweryfikowano pozytywnie możliwość instalacji uzbrojenia typu AIM-7 Sparrow III, AIM-4 Falcon, zasobniki strzeleckie z karabinami kalibru 12,7 mm lub działkiem 20 mm.